# Famille von Gerngross
La famille von Gerngross (Гернгросс ; allemand : von Gerngroß) est une famille de la noblesse allemande de Livonie, puis de l'Empire russe.

## Histoire

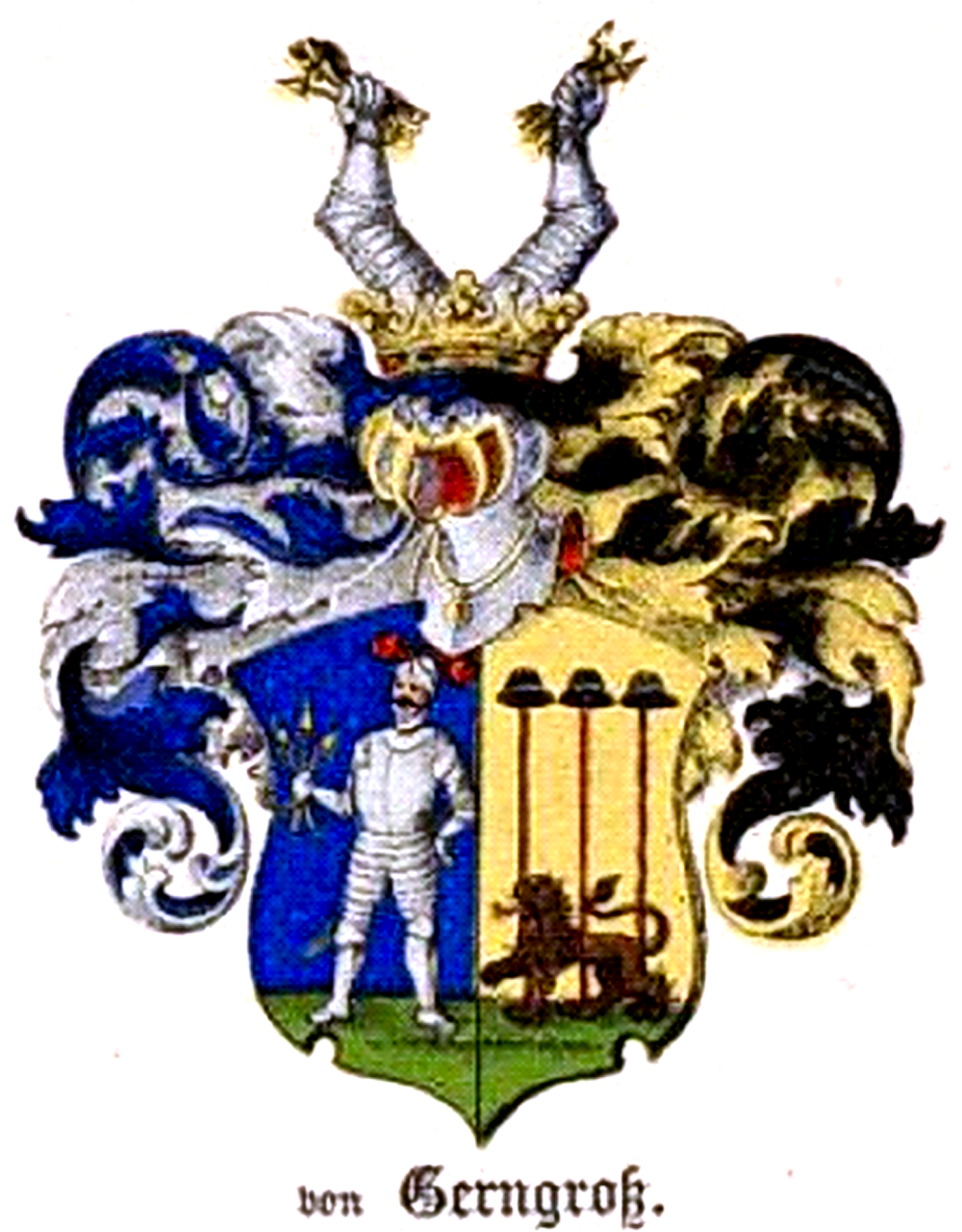
Armoiries.

Elle provient des Pays-Bas et de Thuringe puis s'installe au XVIe siècle en Livonie où un Johann Gerngross est pasteur. Un autre Johann Gerngross devient colonel de l'armée suédoise (la Livonie est alors possession suédoise) et à la fin du XVIIe siècle, Friedrich Johann von Gerngross (1739-1796) devient seigneur d'un domaine du gouvernement de Polotsk et participe à la Guerre de Sept Ans dans l'armée impériale russe en tant que capitaine de cavalerie en 1756-1759. Samuel von Gerngross (1738-1810) est inscrit en 1797 à la noblesse du gouvernement de Livonie. Renatus Samuel August von Gerngross (1775-1860) accède au rang de général-major. Par la suite, la famille von Gerngross passe du protestantisme à l'orthodoxie.
Le lieutenant-général Alexandre Gerngross est directeur du département du Génie (1855-1856) ; Nikolaï Gerngross  (1825-1900) est un haut fonctionnaire qui prit une part active au développement du chemin de fer et devint conseiller secret et sénateur.
La famille Gerngross est inscrite dans la VIe et IIe partie du Livre généalogique de la noblesse des gouvernements de Vitebsk, de Saint-Pétersbourg et de Smolensk.

## Personnalités
- Alexandre Alexeïevitch Gerngross (1851-1925) — général russe, combattant de la Guerre russo-turque de 1877-1878, de la campagne de Chine en 1900-1901, de la Guerre russo-japonaise et de la Grande Guerre.
- Alexandre Rodionovitch Gerngross (1813-1904) — ingénieur du Génie, lieutenant-général.
- Alexeï Alexandrovitch Gerngross (?-?) — général-major (1878-1887), commandant de brigade de la 36e division d'infanterie[1].
- Andreï Fiodorovitch Gerngross (?-1807) — major, héros de la bataille de Preussisch Eylau.
- Boris Vladimirovitch Gerngross (1878-1943) — général-major, chef de l'école de cavalerie d'Elisavetgrad.
- Evgueni Alexandrovitch Gerngross (1855-1912) — lieutenant-général, chef de l'état-major général.
- Natalia Vladimirovna Gerngross (épouse Kodrianskaïa) (1901-1983) — femme de lettres, auteur de Mémoires.
- Rodion Fiodorovitch Gerngross (1775-1860) — héros de la Guerre patriotique de 1812 et des campagnes européennes de 1813-1814, général-major.
- Vsevolod Nikolaïevitch Gerngross (pseudonyme: Vsevolodski) (1882-1961) — acteur et metteur en scène soviétique, docteur ès arts.
- Zinaïda Fiodorovna Gerngross (épouse Joutchenko) (1872-après 1917), espionne collaboratrice secrète du département de l'Okhrana de Moscou. puis du département de la police, de l'agence de l'étranger.

## Anciens domaines

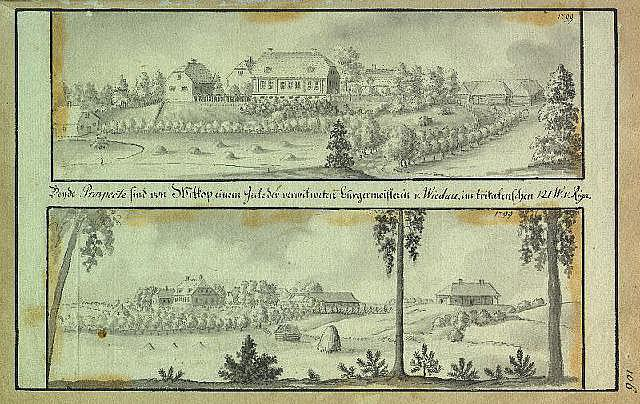
Wittkop.

- Bentenhof[2] (1828...) dans le gouvernement d'Estland
- Lodenhof[3] (1792-1920) dans le gouvernement de Livonie
- Teutschenbergen[4] (fin du XVIIIe siècle...) dans le gouvernement de Livonie
- Wittkop[5] dans le gouvernement de Livonie
- Zirsten[6] (fin du XVIIIe siècle...) dans le gouvernement de Livonie